# La Compañía
La Compañía là một đô thị thuộc bang Oaxaca, México. Năm 2005, dân số của đô thị này là 3367 người.